# Cá mút Razorback
Cá mút Razorback (Danh pháp khoa học: Xyrauchen texanus) là loài cá mút nước ngọt cực kỳ nguy cấp ở các dòng sông trong hệ thống thoát nước sông Colorado ở phía tây Bắc Mỹ. Chúng được xếp vào nhóm cá tạp.

## Đặc điểm
Cá Razorback có điểm đáng chú ý nhất cho phình nhọn về phía trước của lưng, giữa đầu và vây lưng. Cá có thể đạt được kích thước lên đến 1,0 m (3,3 ft) và trọng lượng 6,0 kg (13,2 lb). Lý do cho sự suy giảm phần lớn là do mất môi trường sống. Tiểu bang California chỉ định nó như loài nguy cơ tuyệt chủng vào năm 1974, tiếp theo là chính phủ Hoa Kỳ vào năm 1991. Một dân số trên 3.000 con cá trong hồ Mohave đã được tạo ra bởi một chương trình đề ra.
Cá sống sông suối vừa và lớn. Chúng thích sống trên cát, bùn, hoặc đáy sỏi. Chúng ăn tảo, ấu trùng côn trùng, sinh vật phù du, và mảnh vụn. Đôi mắt là nơi tiếp nhận các phần của quang phổ tia cực tím, đặc biệt là phần của võng mạc tiếp nhận ánh sáng từ bên dưới. Chúng dành phần lớn cuộc sống của mình ở độ sâu nơi mà ánh sáng tia cực tím không thể xâm nhập nhưng chúng di chuyển vào vùng nước nông để sinh sản. Trong vùng nước nông, những con đực chiếm hữu một vùng lãnh thổ giống. Khi con đực khác đi vào khu vực sinh sản, chúng sẽ tạo ra đôi mắt nhấp nháy để cảnh báo và đuổi kẻ xâm nhập đi, tuy nhiên cá cái thì không phản ứng với nhấp nháy mắt.